# Ле Бри, Бенуа
Бенуа Ле Бри (фр. Benoît Le Bris; род. 1 декабря 1976, Пон-л'Аббе) — французский футболист, игравший в нападении и защите.
В главной команде профессионального клуба дебютировал в составе клуба высшего дивизиона «Ренн» в сезоне 1995/96. Имел мало игрового времени, больше всего матчей сыграл в сезоне 1999/2000 — 11 во всех турнирах (6 — в чемпионате), включая 5 — в стартовом составе), вследствие чего в 2000 году был отдан в аренду в клуб второго по уровню дивизиона «Гавр», где выходил на поле чаще, но также не был игроком основного состава. В сезоне 2002/03 играл за «Ренн Б» (Насьональ 2 — четвёртый дивизион). В 2003 году покинул «Ренн» и перешёл в клуб третьего дивизиона «Васкеаль» из одноимённого города, где и завершил карьеру в возрасте 27 лет.
Старший брат Режис Ле Бри (род. 1975) также играл в футбол на профессиональном уровне (несколько сезонов был в составе «Ренна» вместе с Бенуа), в сезоне 2022/23 — главный тренер «Лорьяна». Сын Тео — футболист.